# Paul Christophe
Paul Christophe (nascido em 10 de fevereiro de 1971) é um político francês que representa o 14º eleitorado de Nord na Assembleia Nacional desde 2017.

## Carreira
Em 2015, Christophe foi nomeado para a comissão de informação local da Central Nuclear de Gravelines.
Christophe foi eleito nas eleições parlamentares francesas de 2017 pelo partido republicano no 14º distrito eleitoral de Nord.
Em novembro de 2017, Christophe juntou-se ao novo partido Agir.